# Pauline Eyebe Effa
Pour les articles homonymes, voir Effa.
Pauline Eyebe Effa est une enseignante, économiste et entrepreneure camerounaise. Elle est lauréate du Prix Vivendi Universal en 2002.

## Biographie

### Enfance, éducation et débuts
Pauline Eyebe Effa grandit au Cameroun et fait ses études en France. Elle est titulaire d'une licence de lettres modernes, d'une maîtrise en linguistique et d'un DEA en communication à l'université Lille-III, un master en  économie sociale et développement local à l'université de Valenciennes, et s'est inscrite pour une thèse en sociologie à l'université catholique de Lille.

### Carrière
Elle est enseignante à Armentières. En 1998, elle crée une entreprise d'insertion sociale basée sur le recyclage textile. Elle est directrice générale d'une ONG qui œuvre pour l'économie sociale et solidaire,,,.

## Prix et distinctions
2022 : Prix Vivendi Universal pour la création d’entreprise